# Tomellana hupferi
Tomellana hupferi é uma espécie de gastrópode do gênero Tomellana, pertencente a família Clavatulidae.